# Continuum (gruppo musicale)
I Continuum sono stati un gruppo musicale britannico di musica elettronica attivo nella seconda metà degli anni duemila.

## Storia
Il gruppo nacque a seguito della collaborazione tra il cantante e musicista britannico Steven Wilson e il compositore belga Dirk Serries. L'intenzione del duo fu quella di espandere l'«ambizione collettiva e il punto di vista dei suoi artisti, motivati dalla loro immensa passione per una vasta gamma di stili musicali, che vanno dalle sonorità estese dell'ambient al martellante doom metal». Nel corso della loro carriera i Continuum hanno pubblicato due album in studio e altrettante raccolte, distribuite in tiratura limitata.

## Formazione
- Steven Wilson
- Dirk Serries

## Discografia

### Album in studio
- 2005 – Continuum I
- 2007 – Continuum II

### Raccolte
- 2006 – The Continuum Recyclings, Volume One
- 2010 – The Continuum Recyclings, Volume Two